# Nouvelle AI
Nouvelle Inteligencia artificial (IA) es una aproximación a la inteligencia artificial iniciada en el 1980 por Rodney Brooks, quien era entonces parte del Laboratorio de inteligencia artificial del Instituto de Tecnología de Massachusetts (MIT por sus siglas en inglés). Nouvelle IA difiere de la inteligencia artificial clásica ya que apunta a la creación de robots con niveles de inteligencia similares a los insectos. Sus investigadores creen que la inteligencia puede surgir orgánicamente de comportamientos simples mientras interactúan con “el mundo real”, en lugar de programar IA simbólicas dentro mundos generados.

## Motivación
Las diferencias entre nouvelle IA y la inteligencia artificial simbólica son aparentes en robots como Shakey y Freddy. Estos contienen un modelo interno (o "representación") de su micro-mundos los cuales consisten en descripciones simbólicas. Como consecuencia, esta estructura de símbolos tiene que ser renovada mientras el robot se mueve o el mundo cambia.
El programa de planificación de Shakey evalúa la estructura del programa y lo trasforma en los pasos necesarios para completar una acción deseada. Este nivel de cálculo requiere una gran cantidad de tiempo, por lo que Shakey generalmente realiza sus tareas muy lentamente.
Los investigadores en el campo de la IA simbólica han estado durante mucho tiempo asediados por el problema de actualizar, buscar y manipular los mundos simbólicos en sus inteligencias artificiales. Un sistema nouvelle hace referencia continuamente a sus sensores antes que a un modelo interno del mundo. Procesa la información externa que necesita mediante sus sensores. Como Brooks dijo, “el mundo es su mejor modelo—siempre actualizado y completo hasta el último detalle”.
La idea central de nouvelle IA es la combinación de comportamientos simple para, con el tiempo, formar comportamientos más complejos. Por ejemplo, comportamientos simples pueden incluir elementos como “moverse hacia delante” y “evitar obstáculos”. Un robot que usa nouvelle IA con comportamientos simples como evitar obstáculos y moverse hacia un objeto en movimiento puede llegar a producir un comportamiento más complejo como perseguir un objeto. 

### El problema de marco
El problema del marco surgió debido al uso de la lógica de primer orden (LPO) para expresar hechos sobre un robot en el mundo. Representar el estado de un robot con LPO tradicional requiere el uso de muchos axiomas(lenguaje simbólico), para implicar las cosas acerca de un ambiente que no cambia de manera arbitraria.
Nouvelle IA busca eludir el problema del enmarcado evitando llenar la IA o robot con volúmenes de lenguaje simbólico y en su lugar dejar que los comportamiento más complejos surjan de combinar elementos de comportamiento simples.

### Encarnación
El objetivo de la IA tradicional era crear inteligencias sin cuerpo, los cuales solo podrían interactuar con el mundo mediante un teclado, pantalla o impresora. Sin embargo, nouvelle IA intenta construir una inteligencia con un cuerpo situada en el mundo real. Brooks citó con aprobación los breves bosquejos que Turing dio en 1948 y 1950 sobre acercamiento a la “situación”. Turing escribió equipar una máquina “con los mejores órganos para los sentidos que el dinero puede comprar” y enseñarle “a entender y hablar inglés” mediante un proceso que podría “seguir el método de enseñanza que se aplica a un niño”. Este acercamiento contrastaba con otros ya que estos se enfocaban en actividades abstractas como jugar ajedrez.

## Robots de Brooks

### Robots Insectoides
Brooks se centró en construir robots que actuaran como simples insectos mientras trabajaba en remover algunas características tradicionales de la IA. Creó los robots basados en insectos Allen y Herbert.
Los robots insectoides de Brooks no contenían modelos internos del mundo. Por ejemplo, Herbert descartaba un gran volumen de la información que recibía a través de sus sensores y nunca almacenaba información por más de dos segundos.

#### Allen
Allen, llamada así por Allen Newell, tenía un anillo de doce sonares ultrasónicos como sus sensores principales y tres módulos de producción de comportamiento independientes. Estos módulos fueron programados para evitar tanto objetos estacionarios como en movimiento. Con solo este módulo activado, Allen se mantenía en el centro de la habitación hasta que un objeto se acercaba, entonces corría alejándose, mientras evitaba obstáculos en su camino.

#### Herbert
Herbert, llamado así debido a Herbert Simon, usaba sensores infrarrojos para evitar obstáculos y sistema de láser para recolectar información 3D a una distancia aproximada de 12 pies. También tenía algunos sensores simples y una “mano”. El campo de prueba del robot era el ambiente real de las ocupadas oficinas y espacios de trabajo del laboratorio de IA del MIT, donde buscaba y trasportaba latas de refrescos vacías, una actividad aparentemente orientada a un objetivo que surgía como resultado de combinar 15 unidades sencillas de compartimento.

#### Otros robots insectoides
Otros robots realizados por el equipo de Brooks fueron Genghis y Squirt. Genhis tenía seis piernas y era capaz de caminar sobre terreno agreste y seguir a un humano. El comportamiento de los módulos de Squirt lo hacía mantenerse en esquinas oscuras hasta que escuchara un sonido, entonces comenzaba a seguir la fuente del sonido
Brooks está de acuerdo que el nivel de nouvelle IA se había acercado a la complejidad de un insecto real, lo cual planteaba preguntas acerca de si el nivel de comportamiento de un insecto era y es un objetivo razonable para nouvelle IA.

### Robots humanoides
El trabajo reciente de Brooks ha tomado una dirección opuesta al propuesto por Von Neumann en la cita “teóricos que seleccionan el sistema nervioso humano como su modelo están, de forma no realista, tomando ‘el objeto más complicado bajo el sol’, y que existe poca ventaja en seleccionarlo en lugar de una hormiga, debido a que cualquier sistema nervioso muestra una complejidad excepcional”.

#### Cog
En la década de los 90, Brooks decidió perseguir el objetivo de una inteligencia a nivel humano y, junto con Lynn Andrea Stein, construyó un robot humanoide llamado Cog. Este poseía una extensa colección de sensores, una cara y brazos (entre otras características), lo cual le permitía interactuar con el mundo y reunir información y experiencia, para lograr parecerse a la inteligencia orgánica en la manera descrita arriba por Turing.
El equipo creía que Cog sería capaz de aprender y lograr una relación entre la información proveniente de los sensores y sus acciones. A largo plazo el equipo quería que Cog fuera capaz de aprender conocimiento basado en el sentido común por sí mismo.